# Santuario di Monte Stella
Il santuario di Monte Stella di Ivrea costituisce uno dei luoghi di interesse storico e artistico della cittadina piemontese. 
A pochi passi dall'affollata piazza del mercato ortofrutticolo, si snodano – lungo il pendio di un'altura morenica, in un bosco di platani e di bagolari – le stazioni di un'ottocentesca Via Crucis che salgono al santuario della Madonna della Stella, meglio noto agli eporediesi come santuario di Monte Stella.

## Storia del santuario
Il santuario fu costruito nel 1627 e successivamente ampliato nel 1658, a dimostrazione della profonda devozione verso la "Madonna Nera" di Oropa, diffusa sia a Ivrea che in tutto il Canavese.

Di tale secentesca costruzione rimangono oggi solo il campanile e una parete adiacente alla attuale chiesa, su cui si vedono i resti di una lunetta affrescata. La odierna chiesa dedicata alla "Madonna della Stella" ha forma di tempio a pianta circolare e venne edificata nel XIX secolo.

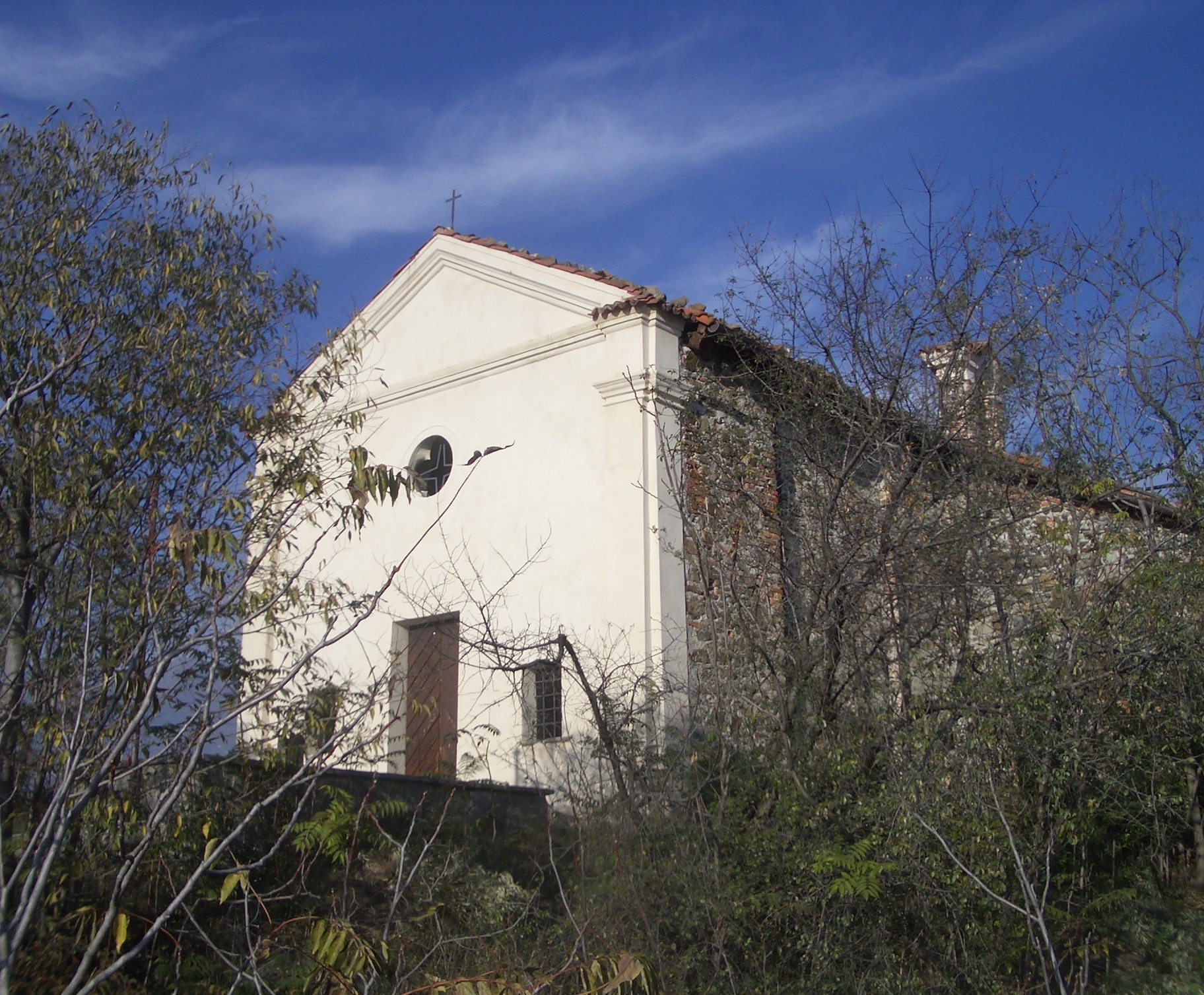
La cappella dei Tre Re

## La cappella dei Tre Re
Proseguendo oltre il santuario di Monte Stella, lungo un ciottolato che sale sulla cima della collina dioritica, si arriva – in un posto suggestivamente panoramico – alla cappella dei Tre Re. Di architettura romanica, l'edificio fu edificato verso il 1220. Al suo interno custodisce un pregevole affresco di scuola spanzottiana databile verso la fine del XV secolo (ca 1480) raffigurante una Adorazione del Bambino.